# ویلا سانتا لوچیا
ویلا سانتا لوچیا (به ایتالیایی: Villa Santa Lucia) یک کومونه در ایتالیا است که در استان فروزینونه واقع شده‌است. ویلا سانتا لوچیا ۱۸٫۱ کیلومتر مربع مساحت و ۲٬۶۹۶ نفر جمعیت دارد و ۳۲۳ متر بالاتر از سطح دریا واقع شده‌است.